# 眾議院議長 (日本)
眾議院議長（日语：／）是日本國會的眾議院（下院）議長。
其職責為維持眾議院秩序、安排議事、監督議院事務、代表眾議院（國會法第19條、舊議院法第10條）。

## 日本國憲法下的眾議院議長

### 概要
眾議院議長與代表參議院的參議院議長同為立法權之首長。憲法及國會法將眾議院議長視為國會的幹部（日本國憲法第58條1項、國會法16條1號），並由眾議院議員中選出。
眾議院議長、參議院議長、內閣總理大臣（行政）、最高裁判所長官（司法）同為三權之長。但首相及最高裁長官的就任須由天皇任命。
慣例上，議長經驗者去世時會追贈從二位、桐花大綬章（舊勲一等旭日桐花大綬章），次於首相經驗者的正二位、大勲位菊花大綬章。
薪資方面，議長月薪為218萬2000日圓，高於首相及最高裁長官的207萬1000日圓。
議長雖是極高職務，但很少須依自身判斷行駛職權的情況，因此被視為政界中的名譽職。
包含1948年（昭和23年）密謀推舉山崎猛成為首相候選人的山崎首班構想在內，由眾議院議長經驗者回任政權要職的例子在戰後日本政治過渡期並不罕見。

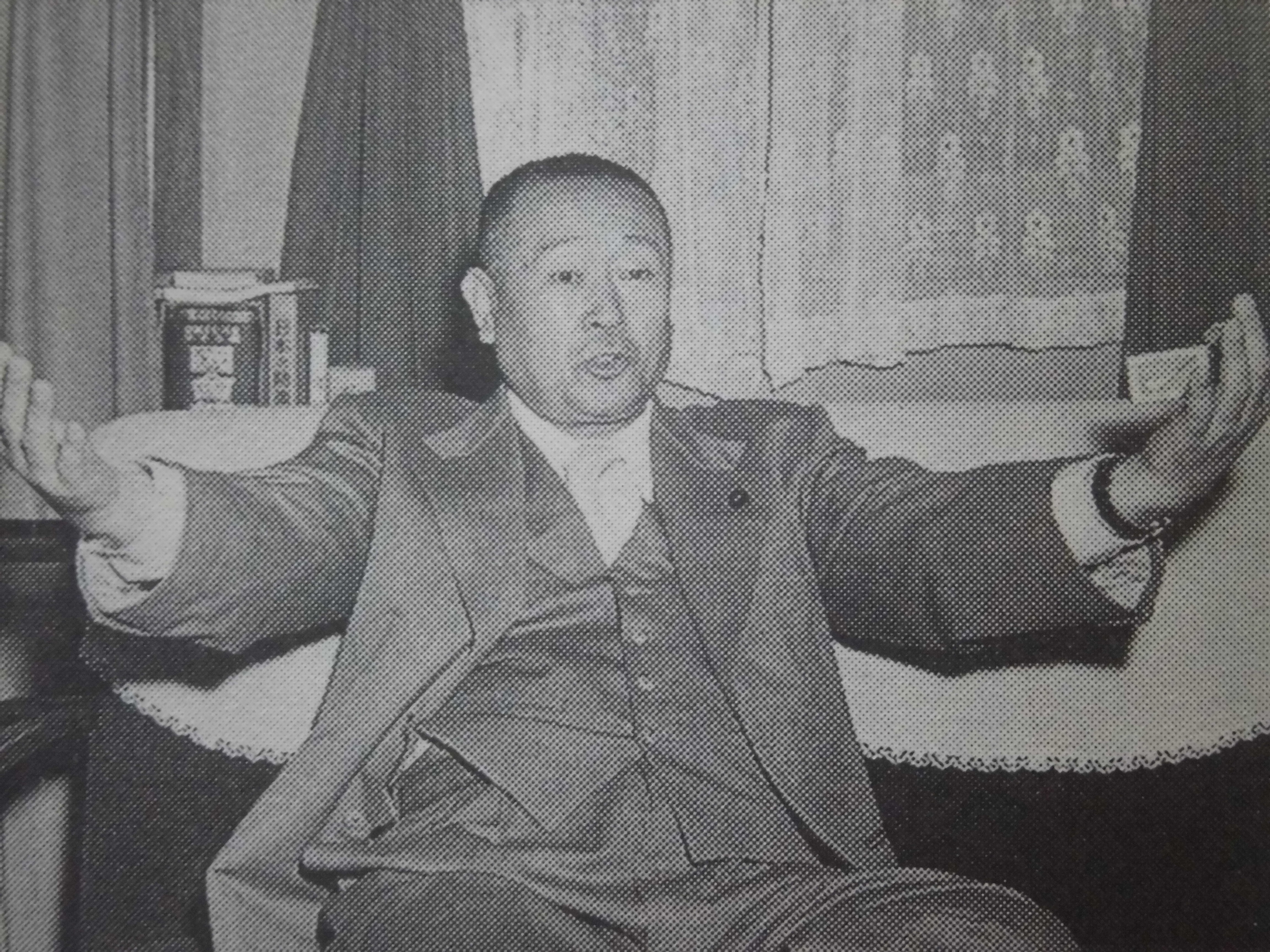
就任眾議院議長的堤康次郎

但在戰後日本政治過渡期之後，眾議院議長成為資深政治家最後出任的榮譽職。眾議院議長經驗者會避免繼續追求政治權力。如眾議院議長候選人二階堂進與小淵惠三因仍追求首相一職而放棄議長寶座。而前尾繁三郎與坂田道太也以「議長經驗者出任首相會損害國會權威」拒絕上位。自民黨與民主黨讓眾議院議長經驗者與首相經驗者享有最高顧問待遇。
不過，也有土井多賀子與綿貫民輔等眾議院議長卸任後出任小政黨黨魁的例子。
至目前為止，沒有眾議院議長卸任後出任內閣總理大臣。而舊憲法時代的幣原喜重郎是唯一一位內閣總理大臣卸任後出任眾議院議長的政治人物。
日本社會黨、民主黨出身的副議長沒有人在卸任後出任黨魁，但有出任國會對策委員長與國務大臣的例子。自民黨獨佔正副議長時，副議長僅是職涯經歷，有多位在卸任後接任黨幹部與閣僚（但未出任首相）。
眾議院議長一職由1947年（昭和22年）制定的國會法（昭和22年4月30日法律第79號，內容為兩院通用）與眾議院規則（昭和22年6月28日議決）規定。

### 選任
眾議院議長的選舉在議會召集日或議長不在時，由事務總長代理議長主持，出席人數須達議員總席次的三分之一（國會法第6條、眾議院規則第3條）。議長選舉採不記名投票（眾議院規則第3條第2項），得出席人數過半數之票數者為當選（規則第8條）。票數未過半時，由得票較多之前二名重新進行投票，兩人票數相同時由抽籤決定（規則第8條第2項）。
議長、副議長選舉一開始由事務總長宣告投票開始，參事以唱名方式請議員以順時針方向上台。議員上台後遞交白色木製名牌，第一名參事將名牌放入有刻度的箱子，另一名參事則遞交投票用紙給議員投票。投票結束後，事務總長確認是否有人尚未投票，之後封票匭，開始計票。開票首先有三名參事計算名牌數量，由事務次長紀錄。接著將票匭放到閣僚席後桌上，由10名參事進行開票作業。最後事務次長將投票結果遞交給事務總長，由事務總長報告投票總數與名牌數量是否符合（投票總數是否一致）、投票是否過半數、無效票的有無，最後報告本次投票結果。
慣例上議長由執政最大黨資深議員、副議長由在野黨最大黨資深議員出任。1973年（昭和48年）5月29日以後，正副議長會退出黨派運作至卸任為止。
議長選舉
自由民主黨成立以來，長期為執政或國會最大黨，因此幾乎是全會一致拿下議長寶座。1993年（平成5年）在野執政逆轉，形成執政最大黨日本社會黨的土井多賀子與國會最大黨自民黨的奧野誠亮兩人對決議長的情況，最後由土井獲勝。這次選舉中，日本共產黨改支持該黨議員山原健二郎。副議長是全會一致由自民黨鯨岡兵輔出任。
副議長選舉
副議長選舉慣例上由第二大黨出任，但2000年（平成12年）7月的副議長選舉是由執政派的渡部恒三（無所屬之會）與在野派的石井一（民主黨）兩人競爭。此外，在野黨在這次的議長選舉投下無效票，未支持執政黨的綿貫民輔（自民黨）。

### 任期
正副議長任期與眾議院議員任期相同（國會法第18條）。通常在眾議院議員總選舉後的第一次國會本會議選出。
除了國會法等議會法所規定之特殊情形外，議會自身選出的幹部無法解任。現在國會法僅對常任委員長有解任規定（國會法30條之2），因此對議長的不信任決議沒有法律約束力。

### 待遇

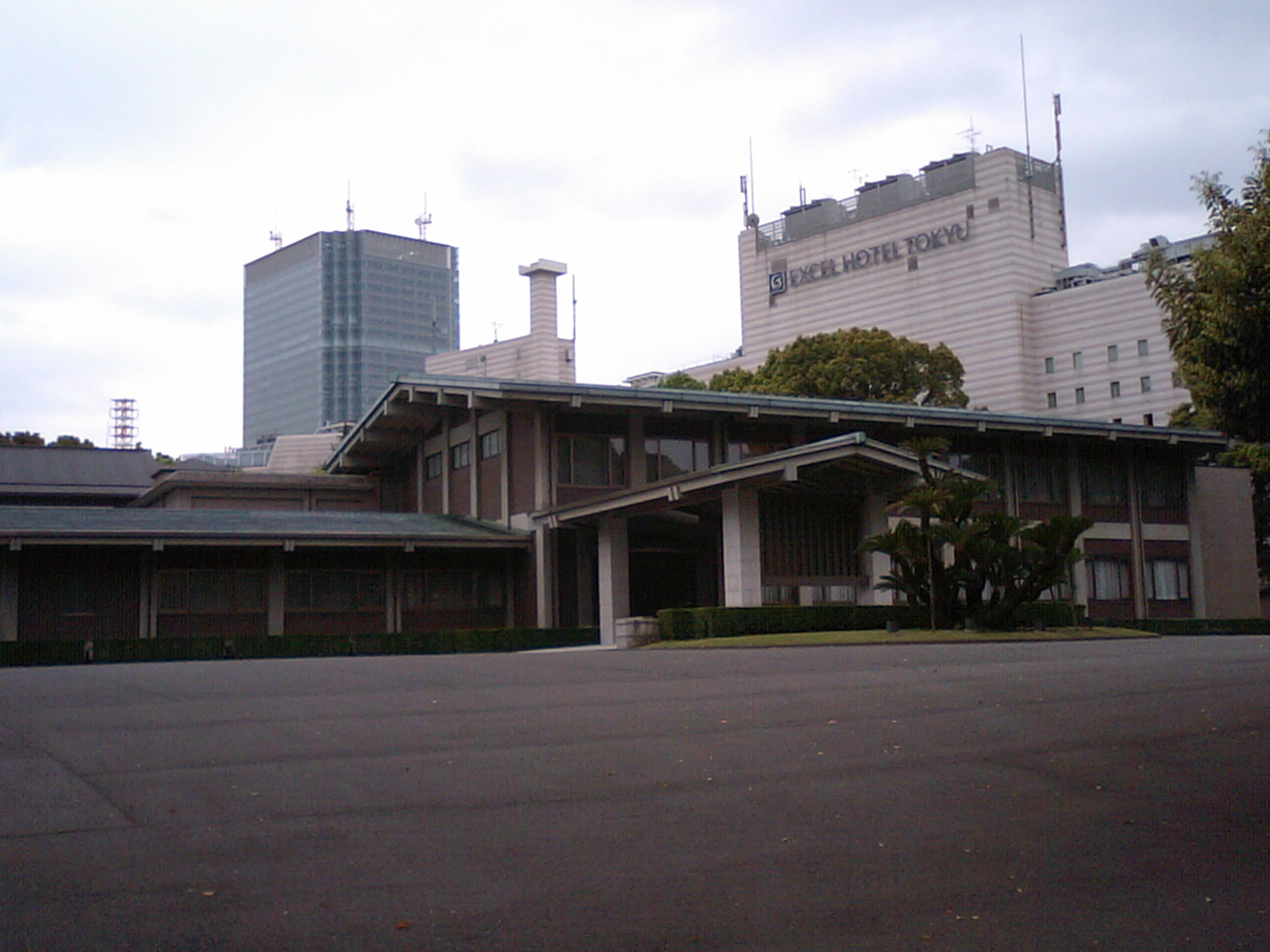
眾議院議長公邸（東京都千代田區永田町）。鄰接參議院議長公邸。

日本國憲法採眾議院優越制，但同為立法府首長的眾議院議長與參議院議長享有同等待遇。
另外，眾議院議長在正式訪問或視察自衛隊等防衛大臣規定之場合時，可享有榮譽禮（自衛隊法施行規則13條）。

### 權限

#### 內容
依據國會法第19條「各議院議長負責維持各議院秩序、安排議事、監督議院事務、代表眾議院」，因此議長有議院秩序維護權、議事安排權、議院事務監督權、議院代表權，國會法與議院規則等規定之議長權限皆在此範圍下。議院秩序維護權也有發動議事安排權的一面。

##### 議院秩序維護權
議院秩序維護權包含議院警察權（法114條）等。
- 議院警察權（國會法第14章（第114條～118條之2）、眾議院規則第16章第1節（第208條～第210條））
  - 可下令逮捕議場內現行犯（眾議院規則第210條）
- 國會閉會期間議員辭職的許可（國會法第107條但書）
- 議員議席的指定（眾議院規則第14條）
- 委員選任及辭任的許可（眾議院規則第37條）
- 議員7日以下之請假許可（眾議院規則第182條）
- 命令議場內擾亂秩序之議員退席（眾議院規則第233條）
- 議場入場者攜帶仗等之許可（眾議院規則第213條但書）
- 講台登台之許可（眾議院規則第217條）
- 敲鈴時全體需安靜（眾議院規則第218條）
  - 1946年（昭和21年）6月21日敲鈴後使得議場更為混亂，之後僅在2000年（平成12年）11月20日使用過一次。又被稱為「不響之鈴」。
- 全體秩序相關問題之決定（眾議院規則第220條）
- 旁聽者之安檢（眾議院規則第228條）
- 旁聽人數之限制（眾議院規則第230條）

##### 議事安排權
除了議事日程的決定（國會法55條）與委員會的委托（國會法56條2項）外，議長裁決權（憲法56條2項）等也包含在內。
- 議院會議中召開委員會之許可（眾議院規則第41條但書）
- 公聽會的批准（眾議院規則第78條）
- 會議開始時間的變更（眾議院規則第103條但書）
- 超過下午六點時的延會宣告（眾議院規則第105條第2項）
- 允許自席發言者上台發言（眾議院規則第124條）
- 允許未取得發言許可者發言（眾議院規則第127條）
- 記名投票的票時間限制（眾議院規則第155條之2）
- 正反同票時的裁決權（議長裁決權）（憲法第56條第2項）

##### 事務監督權
- 眾議院事務總長的監督（國會法28條1項）
- 眾議院法制局長的監督（國會法131條4項）

##### 代表權
- 主持國會開會式（國會法9條）

國會開會式由眾議院議長主持（國會法第9條）。開會式在與參議院議長協議之時間與地點舉行（眾議院規則第19條）。
天皇出席時的國會開會式在參議院本會議場舉行，典禮主持為眾議院議長。過去開會式，天皇宣讀詔書後，眾議院議長以右腳開始上階梯受取詔書，接著不轉身直接從左腳開始下階梯（右進退左）。1985年（昭和60年），眾議院議長福永健司因體力問題無法直接往後下階梯而辭任。之後本會議場玉座階梯改建為斜坡。但之後山中貞則也同樣以體力理由辭任。
- 全國戰歿者追悼式

1963年（昭和38年）以後，每年8月15日舉行的全國戰歿者追悼式由眾參議長、首相、最高裁長官三權首長出席。但是2005年（平成17年）與2009年（平成21年）因眾議院解散，立法首長僅有參議長出席。
- 向內閣遞交質問主意書（日语：質問主意書）（國會法75條）

根據皇室典範第28條，眾議院議長及副議長為皇室會議議員。依據皇室經濟法第8條，眾議院議長及副議長為皇室經濟會議議員。另外，眾議院議長代表國會向人事官提出彈劾（人事官彈劾訴追法第2條）。

#### 有關議事安排權的問題
議題表決前的散會宣告
眾議院議長可宣告散會的情形包含議場難以進行時、議事日程記載之案件議事結束時、散會動議提出並通過時。但是2002年（平成14年）12月10日，由於出現兩份議事進行原稿，議長綿貫民輔依據其中一份議程宣告散會，然而根據實際議程，當天還有預算表決的議題須進行。議長在宣告後緊急以仍有議題為由宣布散會無效，但先前宣布的散會已即時生效無法收回。結果，預算表決改在12日進行，綿貫也在該日會議道歉。
之後的2004年（平成16年）6月5日，參議院本會議針對在議長席的副議長宣告散會之有效性進行討論，並引用了上述實例。但反對方也以散會取消流程不同、眾議院前例非參議院慣例等作為反駁。

### 職務代行
議長不在時（包含議長因長時間議事而休息時。交接約在開始兩小時後進行，但眾議院需在答辯結束後，而參議院可在答辯期間進行）或沒有議長時，由副議長代行議長職務（國會法第21條）。本會議場台上中央是議長席，議長席右方是（議席所見左側）是事務總長席。除了議長不在或缺席以外，一般副議長是留在自身議席參加議程。此時，對於議長不投票（表態支持或反對）的案件（如內閣總理大臣指名選舉），待在議席的副議長可與其他議員一樣參與表決。
副議長也不在時，臨時議長由選舉選出或直接由議院委任（國會法第22條第1項、第3項），慣例上會提名最年長議員擔任臨時議長。
副議長或臨時議長執行議長職務時直接稱作「議長」。
進行臨時議長選舉時，由於議長或副議長不在，因此由事務總長代行議長職務（國會法第22條第2項、第24條）。

## 大日本帝國憲法下的眾議院議長

### 勅任

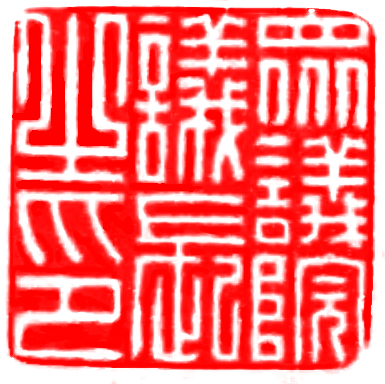
帝國議會時期的眾議院議長公印。不同於貴族院議長公印與其他行政使用的公印，採用的是陰刻。

帝國議會時代，由眾議院本會議選出議長及副議長。提名人各為三人。投票同樣採無記名投票，若三人當中沒有藝人取得過半數票數，將進行第二輪的決選投票。一般由得票數最高的候選人出任。

### 任期
眾議院議長及副議長任期等同議員任期（舊議院法8條）。

### 職務代行
各議院議長不在時由副議長代理（舊議院法13條）。

## 历任议长

### 帝國議會（大日本帝國憲法）

#### 議長
| 眾議院議長 | 眾議院議長 | 眾議院議長                                            | 眾議院議長 | 眾議院議長                                              | 眾議院議長         | 眾議院議長                                   | 眾議院議長 |
| 期         | 代         | 姓名                                                  | 姓名       | 期間                                                    | 卸任事由           | 所屬黨派                                     |            |
| ---------- | ---------- | ----------------------------------------------------- | ---------- | ------------------------------------------------------- | ------------------ | -------------------------------------------- | ---------- |
| 1          | 1          |                                                       | 中島信行   | 1890年（明治23年）11月26日 -1891年（明治24年）12月25日  | 解散               | 立憲自由党                                   |            |
| 2          | 2          |                                                       | 星亨       | 1892年（明治25年）5月3日 -1893年（明治26年）12月13日    | 除名               | 自由黨                                       |            |
| 2          | 3          |                                                       | 楠本正隆   | 1893年（明治26年）12月15日 -1893年（明治26年）[12月30日 | 解散               | 同盟倶樂部                                   |            |
| 3          | 4          | 1894年（明治27年）5月12日 -1894年（明治27年）6月2日   | 楠本正隆   | 解散                                                    | 立憲革新黨         |                                              |            |
| 4          | 5          | 1894年（明治27年）10月15日 -1896年（明治29年）6月8日  | 楠本正隆   | 議員退休                                                | 立憲革新黨         |                                              |            |
| 4          | 6          |                                                       | 鳩山和夫   | 1896年（明治29年）12月22日 -1897年（明治30年）12月25日  | 解散               | 進步黨                                       |            |
| 5          | 7          |                                                       | 片岡健吉   | 1898年（明治31年）5月15日 -1898年（明治31年）6月10日    | 解散               | 立憲政友會                                   |            |
| 6          | 8          | 1898年（明治31年）11月9日 -1902年（明治35年）12月7日  | 片岡健吉   | 任期屆滿                                                | 立憲政友會         |                                              |            |
| 7          | 9          | 1902年（明治35年）12月7日 -1902年（明治35年）12月28日 | 片岡健吉   | 解散                                                    | 立憲政友會         |                                              |            |
| 8          | 10         | 1903年（明治36年）5月9日 -1903年（明治36年）10月31日  | 片岡健吉   | 死去                                                    | 立憲政友會         |                                              |            |
| 8          | 11         |                                                       | 河野廣中   | -1903年（明治36年）12月11日                             | 解散               | 憲政黨                                       |            |
| 9          | 12         |                                                       | 松田正久   | 1904年（明治37年）3月18日 -1906年（明治39年）1月19日    | 辭職               | 立憲政友會                                   |            |
| 9          | 13         |                                                       | 杉田定一   | 1906年（明治39年）1月23日 -1908年（明治41年）12月23日   | 任期屆滿           | 立憲政友會                                   |            |
| 10         | 14         |                                                       | 長谷場純孝 | 1908年（明治41年）12月23日 -1911年（明治44年）9月6日    | 辭職               | 立憲政友會                                   |            |
| 10         | 15         |                                                       | 大岡育造   | 1911年（明治44年）12月24日 -1912年（大正元年）8月21日   | 任期屆滿           | 立憲政友會                                   |            |
| 11         | 16         | 1912年（大正元年）8月21日 -1914年（大正3年）3月6日    | 大岡育造   | 辭職                                                    | 立憲政友會         |                                              |            |
| 11         | 17         |                                                       | 長谷場純孝 | 1914年（大正3年）3月7日 -1914年（大正3年）3月15日       | 去世               | 立憲政友會                                   |            |
| 11         | 18         |                                                       | 奧繁三郎   | 1914年（大正3年）3月17日 -1914年（大正3年）12月25日     | 解散               | 立憲政友會                                   |            |
| 12         | 19         |                                                       | 島田三郎   | 1915年（大正4年）5月17日 -1917年（大正6年）1月25日      | 解散               | 立憲同志會                                   |            |
| 13         | 20         |                                                       | 大岡育造   | 1917年（大正6年）6月21日 -1920年（大正9年）2月26日      | 解散               | 立憲政友會                                   |            |
| 14         | 21         |                                                       | 奧繁三郎   | 1920年（大正9年）6月29日 -1923年（大正12年）2月16日     | 辭職               | 立憲政友會                                   |            |
| 14         | 22         |                                                       | 粕谷義三   | 1923年（大正12年）2月17日 -1924年（大正13年）1月31日    | 解散               | 立憲政友會                                   |            |
| 15         | 23         | 1924年（大正13年）6月26日 -1927年（昭和2年）3月25日   | 粕谷義三   | 辭職                                                    | 立憲政友會 →無所屬 |                                              |            |
| 15         | 24         |                                                       | 森田茂     | 1927年（昭和2年）3月26日 -1928年（昭和3年）1月21日      | 解散               | 原憲政會                                     |            |
| 16         | 25         |                                                       | 元田肇     | 1928年（昭和3年）4月20日 -1929年（昭和4年）3月14日      | 辭職               | 原立憲政友會                                 |            |
| 16         | 26         |                                                       | 川原茂輔   | 1929年（昭和4年）3月15日 -1929年（昭和4年）5月19日      | 去世               | 原立憲政友會                                 |            |
| 16         | 27         |                                                       | 堀切善兵衛 | 1929年（昭和4年）12月23日 -1930年（昭和5年）1月21日     | 解散               | 原立憲政友會                                 |            |
| 17         | 28         |                                                       | 藤澤幾之輔 | 1930年（昭和5年）4月21日 -1931年（昭和6年）4月13日      | 辭職               | 原立憲民政黨                                 |            |
| 17         | 29         |                                                       | 中村啓次郎 | 1931年（昭和6年）12月23日 -1932年（昭和7年）1月21日     | 解散               | 原立憲政友會                                 |            |
| 18         | 30         |                                                       | 秋田清     | 1932年（昭和7年）3月18日 -1934年（昭和9年）12月13日     | 辭職               | 立憲政友會                                   |            |
| 18         | 31         |                                                       | 濱田國松   | 1934年（昭和9年）12月24日 -1936年（昭和11年）1月21日    | 解散               | 立憲政友會                                   |            |
| 19         | 32         |                                                       | 富田幸次郎 | 1936年（昭和11年）5月1日 -1937年（昭和12年）3月31日     | 解散               | 原立憲民政黨                                 |            |
| 20         | 33         |                                                       | 小山松壽   | 1937年（昭和12年）7月23日 -1941年（昭和16年）12月22日   | 辭職               | 原立憲民政黨 →眾議院議員倶樂部 →翼贊議員同盟 |            |
| 20         | 34         |                                                       | 田子一民   | 1941年（昭和16年）12月24日 -1942年（昭和17年）5月25日   | 任期屆滿           | 翼贊議員同盟 →翼贊政治會                     |            |
| 21         | 35         |                                                       | 岡田忠彥   | 1942年（昭和17年）5月25日 -1945年（昭和20年）4月9日     | 辭職               | 翼贊政治會                                   |            |
| 21         | 36         |                                                       | 島田俊雄   | 1945年（昭和20年）6月8日 -1945年（昭和20年）12月18日    | 解散               | 大日本政治會 →日本進步黨                     |            |
| 22         | 37         |                                                       | 樋貝詮三   | 1946年（昭和21年）5月22日 -1946年（昭和21年）8月23日    | 辭職               | 日本自由黨                                   |            |
| 22         | 38         |                                                       | 山崎猛     | 1946年（昭和21年）8月23日 -1947年（昭和22年）3月31日    | 解散               | 日本自由黨 →無所屬                           |            |

#### 副議長
| 眾議院副議長 | 眾議院副議長 | 眾議院副議長                                          | 眾議院副議長 | 眾議院副議長                                           | 眾議院副議長 | 眾議院副議長                                           |
| 期           | 代           | 姓名                                                  | 姓名         | 期間                                                   | 卸任事由     | 所屬黨派                                               |
| ------------ | ------------ | ----------------------------------------------------- | ------------ | ------------------------------------------------------ | ------------ | ------------------------------------------------------ |
| 1            | 1            |                                                       | 津田真道     | 1890年（明治23年）11月26日 -1891年（明治24年）12月25日 | 解散         |                                                        |
| 2            | 2            |                                                       | 曾禰荒助     | 1892年（明治25年）5月3日 -1893年（明治26年）8月31日    | 議員辭職     |                                                        |
| 2            | 3            |                                                       | 楠本正隆     | 1893年（明治26年）11月26日 -1893年（明治26年）12月15日 | 議長就任     |                                                        |
| 2            | 4            |                                                       | 安部井磐根   | 1893年（明治26年）12月18日 -1893年（明治26年）12月30日 | 解散         |                                                        |
| 3            | 5            |                                                       | 片岡健吉     | 1894年（明治27年）5月12日 -1894年（明治27年）6月2日    | 解散         |                                                        |
| 4            | 6            |                                                       | 島田三郎     | 1894年（明治27年）10月15日 -1897年（明治30年）12月25日 | 解散         |                                                        |
| 5            | 7            |                                                       | 元田肇       | 1898年（明治31年）5月18日 -1898年（明治31年）6月10日   | 解散         |                                                        |
| 6            | 8            | 1898年（明治31年）11月9日 -1902年（明治35年）12月7日  | 元田肇       | 任期屆滿                                               |              |                                                        |
| 7            | 9            | 1902年（明治35年）12月7日 -1902年（明治35年）12月28日 | 元田肇       | 解散                                                   |              |                                                        |
| 8            | 10           |                                                       | 杉田定一     | 1903年（明治36年）5月9日 -1903年（明治36年）12月11日   | 解散         |                                                        |
| 9            | 11           |                                                       | 箕浦勝人     | 1904年（明治37年）3月18日 -1908年（明治41年）12月23日  | 任期屆滿     |                                                        |
| 10           | 12           |                                                       | 肥塚龍       | 1908年（明治41年）12月23日 -1912年（大正元年）8月21日  | 解散         | 立憲國民黨                                             |
| 11           | 13           |                                                       | 關直彥       | 1912年（大正元年）8月21日 -1914年（大正3年）12月25日   | 解散         | 立憲國民黨                                             |
| 12           | 14           |                                                       | 花井卓藏     | 1915年（大正4年）5月17日 -1915年（大正4年）12月26日    | 辭職         | 中正會                                                 |
| 12           | 15           |                                                       | 早速整爾     | 1915年（大正4年）12月26日 -1917年（大正6年）1月25日    | 解散         | 中正會 →憲政會                                         |
| 13           | 16           |                                                       | 濱田國松     | 1917年（大正6年）6月21日 -1920年（大正9年）2月26日     | 解散         | 立憲國民黨                                             |
| 14           | 17           |                                                       | 粕谷義三     | 1920年（大正9年）6月29日 -1923年（大正12年）2月17日    | 議長就任     | 立憲政友會                                             |
| 14           | 18           |                                                       | 松田源治     | 1923年（大正12年）2月17日 -1924年（大正13年）1月31日   | 解散         | 立憲政友會                                             |
| 15           | 19           |                                                       | 小泉又次郎   | 1924年（大正13年）6月26日 -1927年（昭和2年）3月25日    | 辭職         | 憲政會 →無所屬                                         |
| 15           | 20           |                                                       | 松浦五兵衛   | 1927年（昭和2年）3月26日 -1928年（昭和3年）1月21日     | 解散         | 原政友本黨                                             |
| 16           | 21           |                                                       | 清瀨一郎     | 1928年（昭和3年）4月20日 -1930年（昭和5年）1月21日     | 解散         | 原新正倶樂部                                           |
| 17           | 22           |                                                       | 小山松壽     | 1930年（昭和5年）4月21日 -1931年（昭和6年）12月22日    | 辭職         | 原立憲民政黨                                           |
| 17           | 23           |                                                       | 增田義一     | 1931年（昭和6年）12月23日 -1932年（昭和7年）1月21日    | 解散         | 無所屬                                                 |
| 18           | 24           |                                                       | 植原悅二郎   | 1932年（昭和7年）3月18日 -1936年（昭和11年）1月21日    | 解散         | 立憲政友會                                             |
| 19           | 25           |                                                       | 岡田忠彥     | 1936年（昭和11年）5月1日 -1937年（昭和12年）3月21日    | 解散         | 原立憲政友會                                           |
| 20           | 26           |                                                       | 金光庸夫     | 1937年（昭和12年）7月23日 -1939年（昭和14年）8月31日   | 辭職         | 原立憲政友會                                           |
| 20           | 27           |                                                       | 田子一民     | 1939年（昭和14年）12月23日 -1941年（昭和16年）12月22日 | 辭職         | 原立憲政友會（中島派） →眾議院議員倶樂部 →翼贊議員同盟 |
| 20           | 28           |                                                       | 內崎作三郎   | 1941年（昭和16年）12月24日 -1942年（昭和17年）5月25日  | 任期屆滿     | 翼贊議員同盟                                           |
| 21           | 29           | 1942年（昭和17年）5月25日 -1945年（昭和20年）6月7日   | 內崎作三郎   | 辭職                                                   | 翼贊政治會   |                                                        |
| 21           | 30           |                                                       | 勝田永吉     | 1945年（昭和20年）6月8日 -1945年（昭和20年）12月18日   | 解散         | 大日本政治會 →日本進步黨                               |
| 22           | 31           |                                                       | 木村小左衛門 | 1946年（昭和21年）5月22日 -1947年（昭和22年）2月15日   | 辭職         | 日本進步黨 →無所屬                                     |
| 22           | 32           |                                                       | 井上知治     | 1947年（昭和22年）2月21日 -1947年（昭和22年）3月31日   | 解散         | 日本進步黨                                             |

#### 臨時議長
| 眾議院臨時議長 | 眾議院臨時議長            | 眾議院臨時議長            | 眾議院臨時議長                                                      | 眾議院臨時議長            |
| 氏名           | 就任日                    | 退任日                    | 選出理由                                                            | 選出方法                  |
| -------------- | ------------------------- | ------------------------- | ------------------------------------------------------------------- | ------------------------- |
| 森田茂         | 1927年（昭和2年）3月25日  | 1927年（昭和2年）3月25日  | 議長、副議長不在 議長副議長辭職而進行議長副議長補選                 | 投票選出 （355票中236票） |
| 山崎猛         | 1946年（昭和21年）8月22日 | 1946年（昭和21年）8月23日 | 副議長不在而代理決議案（議長不信任案件）審議 議長辭職而進行議長補選 | 投票選出 （414票中229票） |

※1927年（昭和2年）3月25日臨時議長選舉由年長議員加藤政之助擔任議長。

※1946年（昭和21年）8月22日臨時議長選舉由全院委員長大久保留次郎擔任議長。

### 國會（日本國憲法）
卸任事由
- 任期屆滿…議員任期屆滿卸任
- 解散…眾議院解散卸任
- 辭職…辭職
- 死去…死去

#### 議長
| 眾議院議長 | 眾議院議長 | 眾議院議長                                            | 眾議院議長   | 眾議院議長                                             | 眾議院議長           | 眾議院議長             | 眾議院議長 |
| 期         | 代         | 姓名                                                  | 姓名         | 期間                                                   | 卸任事由             | 所屬政黨               |            |
| ---------- | ---------- | ----------------------------------------------------- | ------------ | ------------------------------------------------------ | -------------------- | ---------------------- | ---------- |
| 23         | 39         |                                                       | 松岡駒吉     | 1947年（昭和22年）5月21日 -1948年（昭和23年）12月23日  | 解散                 | 日本社會黨・右派       |            |
| 24         | 40         |                                                       | 幣原喜重郎   | 1949年（昭和24年）2月11日 -1951年（昭和26年）3月10日   | 死去                 | 民主自由黨             |            |
| 24         | 41         |                                                       | 林讓治       | 1951年（昭和26年）3月13日 -1952年（昭和27年）8月1日    | 辭職                 | 自由黨                 |            |
| 24         | 42         |                                                       | 大野伴睦     | 1952年（昭和27年）8月26日 -1952年（昭和27年）8月28日   | 解散                 | 自由黨                 |            |
| 25         | 43         | 1952年（昭和27年）10月24日 -1953年（昭和28年）3月14日 | 大野伴睦     | 解散                                                   | 自由黨               |                        |            |
| 26         | 44         |                                                       | 堤康次郎     | 1953年（昭和28年）5月18日 -1954年（昭和29年）12月10日  | 辭職                 | 改進黨                 |            |
| 26         | 45         |                                                       | 松永東       | 1954年（昭和29年）12月11日 -1955年（昭和30年）1月24日  | 解散                 | 日本民主黨             |            |
| 27         | 46         |                                                       | 益谷秀次     | 1955年（昭和30年）3月18日 -1958年（昭和33年）4月25日   | 解散                 | 自由民主黨・池田派     |            |
| 28         | 47         |                                                       | 星島二郎     | 1958年（昭和33年）6月11日 -1958年（昭和33年）12月13日  | 辭職                 | 自由民主黨・岸派       |            |
| 28         | 48         |                                                       | 加藤鐐五郎   | 1958年（昭和33年）12月13日 -1960年（昭和35年）2月1日   | 辭職                 | 自由民主黨・石井派     |            |
| 28         | 49         |                                                       | 清瀨一郎     | 1960年（昭和35年）2月1日 -1960年（昭和35年）10月24日   | 解散                 | 原自由民主黨・三木派   |            |
| 29         | 50         | 1960年（昭和35年）12月7日 -1963年（昭和38年）10月23日 | 清瀨一郎     | 解散                                                   |                      | 原自由民主黨・三木派   |            |
| 30         | 51         |                                                       | 船田中       | 1963年（昭和38年）12月7日 -1965年（昭和40年）12月20日  | 辭職                 | 自由民主黨・大野派     |            |
| 30         | 52         |                                                       | 山口喜久一郎 | 1965年（昭和40年）12月20日 -1966年（昭和41年）12月3日  | 辭職                 | 自由民主黨・舊河野派   |            |
| 30         | 53         |                                                       | 綾部健太郎   | 1966年（昭和41年）12月3日 -1966年（昭和41年）12月27日  | 解散                 | 自由民主黨・藤山派     |            |
| 31         | 54         |                                                       | 石井光次郎   | 1967年（昭和42年）2月15日 -1969年（昭和44年）7月16日   | 辭職                 | 自由民主黨・石井派     |            |
| 31         | 55         |                                                       | 松田竹千代   | 1969年（昭和44年）7月16日 -1969年（昭和44年）12月2日   | 解散                 | 自由民主黨・舊森派     |            |
| 32         | 56         |                                                       | 船田中       | 1970年（昭和45年）1月14日 -1972年（昭和47年）11月13日  | 解散                 | 自由民主黨・船田派     |            |
| 33         | 57         |                                                       | 中村梅吉     | 1972年（昭和47年）12月22日 -1973年（昭和48年）5月29日  | 辭職                 | 自由民主黨・中曾根派   |            |
| 33         | 58         |                                                       | 前尾繁三郎   | 1973年（昭和48年）5月29日 -1976年（昭和51年）12月9日   | 任期屆滿             | 原自由民主黨・大平派   |            |
| 34         | 59         |                                                       | 保利茂       | 1976年（昭和51年）12月24日 -1979年（昭和54年）2月1日   | 辭職                 | 原自由民主黨・福田派   |            |
| 34         | 60         |                                                       | 灘尾弘吉     | 1979年（昭和54年）2月1日 -1979年（昭和54年）9月7日     | 解散                 | 原自由民主黨・無派閥   |            |
| 35         | 61         | 1979年（昭和54年）10月30日 -1980年（昭和55年）5月19日 | 灘尾弘吉     | 解散                                                   | 原自由民主黨・無派閥 |                        |            |
| 36         | 62         |                                                       | 福田一       | 1980年（昭和55年）7月17日 -1983年（昭和58年）11月28日  | 解散                 | 原自由民主黨・舊船田派 |            |
| 37         | 63         |                                                       | 福永健司     | 1983年（昭和58年）12月26日 -1985年（昭和60年）1月24日  | 辭職                 | 原自由民主黨・鈴木派   |            |
| 37         | 64         |                                                       | 坂田道太     | 1985年（昭和60年）1月24日 -1986年（昭和61年）6月2日    | 解散                 | 原自由民主黨・無派閥   |            |
| 38         | 65         |                                                       | 原健三郎     | 1986年（昭和61年）7月22日 -1989年（平成元年）6月2日    | 辭職                 | 原自由民主黨・中曾根派 |            |
| 38         | 66         |                                                       | 田村元       | 1989年（平成元年）6月2日 -1990年（平成2年）1月24日     | 解散                 | 原自由民主黨・竹下派   |            |
| 39         | 67         |                                                       | 櫻內義雄     | 1990年（平成2年）2月27日 -1993年（平成5年）6月18日     | 解散                 | 原自由民主黨・渡邊派   |            |
| 40         | 68         |                                                       | 土井多賀子   | 1993年（平成5年）8月6日 -1996年（平成8年）9月27日      | 解散                 | 原日本社會黨           |            |
| 41         | 69         |                                                       | 伊藤宗一郎   | 1996年（平成8年）11月7日 -2000年（平成12年）6月2日     | 解散                 | 原自由民主黨・舊河本派 |            |
| 42         | 70         |                                                       | 綿貫民輔     | 2000年（平成12年）7月4日 -2003年（平成15年）10月10日   | 解散                 | 原自由民主黨・橋本派   |            |
| 43         | 71         |                                                       | 河野洋平     | 2003年（平成15年）11月19日 -2005年（平成17年）8月8日   | 解散                 | 原自由民主黨・河野集團 |            |
| 44         | 72         | 2005年（平成17年）9月21日 -2009年（平成21年）7月21日  | 河野洋平     | 解散                                                   |                      | 原自由民主黨・河野集團 |            |
| 45         | 73         |                                                       | 橫路孝弘     | 2009年（平成21年）9月16日 -2012年（平成24年）11月16日  | 解散                 | 原民主黨・橫路集團     |            |
| 46         | 74         |                                                       | 伊吹文明     | 2012年（平成24年）12月26日 -2014年（平成26年）11月21日 | 解散                 | 原自由民主黨・伊吹派   |            |
| 47         | 75         |                                                       | 町村信孝     | 2014年（平成26年）12月24日 -2015年（平成27年）4月21日  | 辭職                 | 原自由民主黨・町村派   |            |
| 47         | 76         | Queen's_Birthsday_Party_2016_(26830017170).jpg        | 大島理森     | 2015年（平成27年）4月21日 -2017年（平成29年）9月28日   | 解散                 | 原自由民主黨・大島派   |            |
| 48         | 77         | Queen's_Birthsday_Party_2016_(26830017170).jpg        | 大島理森     | 2017年（平成29年）11月1日 -2021年（令和3年）10月14日   | 解散                 | 原自由民主黨・大島派   |            |
| 49         | 78         |                                                       | 細田博之     | 2021年（令和3年）11月10日 -2023年（令和5年）10月20日   | 辭職                 | 原自由民主黨・細田派   |            |
| 49         | 79         |                                                       | 額賀福志郎   | 2023年（令和5年）10月20日 -2024年（令和6年）10月9日    | 解散                 | 原自由民主黨・茂木派   |            |
| 50         | 80         | 2024年（令和6年）11月11日 -現職                       | 額賀福志郎   |                                                        |                      | 原自由民主黨・茂木派   |            |

#### 副議長
| 眾議院副議長 | 眾議院副議長 | 眾議院副議長                                          | 眾議院副議長 | 眾議院副議長                                           | 眾議院副議長   | 眾議院副議長                           | 眾議院副議長 |
| 期           | 代           | 姓名                                                  | 姓名         | 期間                                                   | 卸任事由       | 所屬政黨                               |              |
| ------------ | ------------ | ----------------------------------------------------- | ------------ | ------------------------------------------------------ | -------------- | -------------------------------------- | ------------ |
| 23           | 33           |                                                       | 田中萬逸     | 1947年（昭和22年）5月21日 -1948年（昭和23年）12月23日  | 解散           | 民主黨                                 |              |
| 24           | 34           |                                                       | 岩本信行     | 1949年（昭和24年）2月11日 -1952年（昭和27年）8月28日   | 解散           | 民主自由黨                             |              |
| 25           | 35           | 1952年（昭和27年）10月24日 -1953年（昭和28年）3月14日 | 岩本信行     | 解散                                                   | 自由黨         |                                        |              |
| 26           | 36           |                                                       | 原彪         | 1953年（昭和28年）5月18日 -1954年（昭和29年）12月15日  | 辭職           | 日本社會黨・左派                       |              |
| 26           | 37           |                                                       | 高津正道     | 1954年（昭和29年）12月15日 -1955年（昭和30年）1月24日  | 解散           | 日本社會黨・左派                       |              |
| 27           | 38           |                                                       | 杉山元治郎   | 1955年（昭和30年）3月18日 -1958年（昭和33年）4月25日   | 解散           | 日本社會黨・右派                       |              |
| 28           | 39           |                                                       | 椎熊三郎     | 1958年（昭和33年）6月11日 -1958年（昭和33年）12月13日  | 辭職           | 自由民主黨                             |              |
| 28           | 40           |                                                       | 正木清       | 1958年（昭和33年）12月13日 -1960年（昭和35年）1月30日  | 辭職           | 日本社會黨                             |              |
| 28           | 41           |                                                       | 中村高一     | 1960年（昭和35年）1月30日 -1960年（昭和35年）10月24日  | 解散           | 日本社會黨                             |              |
| 29           | 42           |                                                       | 久保田鶴松   | 1960年（昭和35年）12月7日 -1961年（昭和36年）6月8日    | 辭職（不信任） | 日本社會黨                             |              |
| 29           | 43           |                                                       | 原健三郎     | 1961年（昭和36年）6月8日 -1963年（昭和38年）10月23日   | 解散           | 自由民主黨                             |              |
| 30           | 44           |                                                       | 田中伊三次   | 1963年（昭和38年）12月7日 -1965年（昭和40年）12月20日  | 辭職           | 自由民主黨                             |              |
| 30           | 45           |                                                       | 園田直       | 1965年（昭和40年）12月20日 -1966年（昭和41年）12月27日 | 解散           | 自由民主黨                             |              |
| 31           | 46           | -1967年（昭和42年）11月25日                           | 園田直       | 辭職                                                   |                | 自由民主黨                             |              |
| 31           | 47           |                                                       | 小平久雄     | 1967年（昭和42年）12月4日 -1969年（昭和44年）7月16日   | 辭職           | 自由民主黨                             |              |
| 31           | 48           |                                                       | 藤枝泉介     | 1969年（昭和44年）7月16日 -1969年（昭和44年）12月2日   | 解散           | 自由民主黨                             |              |
| 32           | 49           |                                                       | 荒舩清十郎   | 1970年（昭和45年）1月14日 -1972年（昭和47年）1月29日   | 辭職           | 自由民主黨                             |              |
| 32           | 50           |                                                       | 長谷川四郎   | 1972年（昭和47年）1月29日 -1972年（昭和47年）11月13日  | 解散           | 自由民主黨                             |              |
| 33           | 51           |                                                       | 秋田大助     | 1972年（昭和47年）12月22日 -1976年（昭和51年）12月9日  | 任期屆滿       | 自由民主黨                             |              |
| 34           | 52           |                                                       | 三宅正一     | 1976年（昭和51年）12月24日 -1979年（昭和54年）9月7日   | 解散           | 原日本社會黨                           |              |
| 35           | 53           |                                                       | 岡田春夫     | 1979年（昭和54年）10月30日 -1980年（昭和55年）5月19日  | 解散           | 原日本社會黨                           |              |
| 36           | 54           | 1980年（昭和55年）7月17日 -1983年（昭和58年）11月28日 | 岡田春夫     | 解散                                                   |                | 原日本社會黨                           |              |
| 37           | 55           |                                                       | 勝間田清一   | 1983年（昭和58年）12月26日 -1986年（昭和61年）6月2日   | 解散           | 原日本社會黨                           |              |
| 38           | 56           |                                                       | 多賀谷真稔   | 1986年（昭和61年）7月22日 -1989年（平成元年）6月2日    | 辭職           | 原日本社會黨                           |              |
| 38           | 57           |                                                       | 安井吉典     | 1989年（平成元年）6月2日 -1990年（平成2年）1月24日     | 解散           | 原日本社會黨                           |              |
| 39           | 58           |                                                       | 村山喜一     | 1990年（平成2年）2月27日 -1993年（平成5年）6月18日     | 解散           | 原日本社會黨                           |              |
| 40           | 59           |                                                       | 鯨岡兵輔     | 1993年（平成5年）8月6日 -1996年（平成8年）9月27日      | 解散           | 原自由民主黨                           |              |
| 41           | 60           |                                                       | 渡部恒三     | 1996年（平成8年）11月7日 -2000年（平成12年）6月2日     | 解散           | 原新進黨                               |              |
| 42           | 61           | 2000年（平成12年）7月4日 -2003年（平成15年）10月10日  | 渡部恒三     | 解散                                                   | 原無所屬之會   |                                        |              |
| 43           | 62           |                                                       | 中野寛成     | 2003年（平成15年）11月19日 -2005年（平成17年）8月8日   | 解散           | 原民主黨・川端集團                     |              |
| 44           | 63           |                                                       | 橫路孝弘     | 2005年（平成17年）9月21日 -2009年（平成21年）7月21日   | 解散           | 原民主黨・橫路集團                     |              |
| 45           | 64           |                                                       | 衛藤征士郎   | 2009年（平成21年）9月16日 -2012年（平成24年）11月16日  | 解散           | 原自由民主黨・町村派                   |              |
| 46           | 65           |                                                       | 赤松廣隆     | 2012年（平成24年）12月26日 -2014年（平成26年）11月21日 | 解散           | 原民主黨・赤松集團                     |              |
| 47           | 66           |                                                       | 川端達夫     | 2014年（平成26年）12月24日 -2017年（平成29年）9月28日  | 解散           | 原民主黨・高木集團 →原民進黨・高木集團 |              |
| 48           | 67           |                                                       | 赤松廣隆     | 2017年（平成29年）11月1日 -2021年（令和3年）10月14日   | 解散           | 原立憲民主黨・赤松集團                 |              |
| 49           | 68           |                                                       | 海江田万里   | 2021年（令和3年）11月10日 -2024年（令和6年）10月9日    | 解散           | 原立憲民主黨・近藤集團                 |              |
| 50           | 69           |                                                       | 玄葉光一郎   | 2024年（令和6年）11月11日 -現職                        |                | 原立憲民主黨                           |              |

#### 臨時議長
| 眾議院臨時議長 | 眾議院臨時議長             | 眾議院臨時議長             | 眾議院臨時議長                                 | 眾議院臨時議長       |
| 氏名           | 就任日                     | 卸任日                     | 選出理由                                       | 選出方法             |
| -------------- | -------------------------- | -------------------------- | ---------------------------------------------- | -------------------- |
| 庄司一郎       | 1950年（昭和25年）1月23日  | 1950年（昭和25年）1月23日  | 副議長不在（訪美）一日代理                     | 議長指名             |
| 庄司一郎       | 1950年（昭和25年）1月25日  | 1950年（昭和25年）3月13日  | 副議長不在（訪美）期間代理                     | 議長指名             |
| 山口喜久一郎   | 1954年（昭和29年）6月5日   | 1954年（昭和29年）6月5日   | 副議長缺席，代理議長堤康次郎不信任決議案審議   | 議長指名             |
| 清瀨一郎       | 1958年（昭和33年）12月13日 | 1958年（昭和33年）12月13日 | 議長、副議長辭職，主持新議長、副議長選舉       | 議長（事務總長）指名 |
| 田中伊三次     | 1961年（昭和36年）6月8日   | 1961年（昭和36年）6月8日   | 副議長缺席，代理議長清瀨一郎不信任決議案審議   | 議長指名             |
| 原健三郎       | 1965年（昭和40年）12月3日  | 1965年（昭和40年）12月3日  | 議長缺席，代理副議長田中伊三次不信任決議案審議 | 議長（副議長）指名   |
| 福永健司       | 1965年（昭和40年）12月20日 | 1965年（昭和40年）12月20日 | 議長、副議長辭職，主持新議長、副議長選舉       | 議長（事務總長）指名 |
| 田中伊三次     | 1969年（昭和44年）7月16日  | 1969年（昭和44年）7月16日  | 議長、副議長辭職，主持新議長、副議長選舉       | 議長（事務總長）指名 |
| 久野忠治       | 1989年（平成元年）6月2日   | 1989年（平成元年）6月2日   | 議長、副議長辭職，主持新議長、副議長選舉       | 議長（事務總長）指名 |

## 外部連結
- 眾議院歷代議長、副議長一覧 （页面存档备份，存于）